# Трешњевица (Параћин)
Трешњевица је насеље у Србији у општини Параћин у Поморавском округу. Према попису из 2022. било је 650 становника.

## Историја
До Другог српског устанка Трешњевица се налазила у саставу Османског царства. Након Другог српског устанка Трешњевица улази у састав Кнежевине Србије и административно је припадала Јагодинској нахији и Темнићској кнежини све до 1834. године када је Србија подељена на сердарства.

## Демографија
У насељу Трешњевица живи 891 пунолетни становник, а просечна старост становништва износи 42.2 година (42.7 код мушкараца и 41.8 код жена). У насељу има 351 домаћинство, а просечан број чланова по домаћинству је 3.24.
Ово насеље је углавном насељено Србима (према попису из 2002. године), а у последња три пописа, примећен је пад у броју становника.
|  |

| Демографија | Демографија | Демографија |
| Година      | Становника  | Становника  |
| ----------- | ----------- | ----------- |
| 1948.       | 1.521       |             |
| 1953.       | 1.601       |             |
| 1961.       | 1.753       |             |
| 1971.       | 1.785       |             |
| 1981.       | 1.769       |             |
| 1991.       | 1.476       | 1.239       |
| 2002.       | 1.137       | 1.945       |

| Етнички састав према попису из 2002.‍ | Етнички састав према попису из 2002.‍ | Етнички састав према попису из 2002.‍ | Етнички састав према попису из 2002.‍ | Етнички састав према попису из 2002.‍ |
| ------------------------------------ | ------------------------------------ | ------------------------------------ | ------------------------------------ | ------------------------------------ |
|                                      |                                      |                                      |                                      |                                      |
| Срби                                 | Срби                                 |                                      | 991                                  | 87,15%                               |
| Румуни                               | Румуни                               |                                      | 90                                   | 7,91%                                |
| Роми                                 | Роми                                 |                                      | 43                                   | 3,78%                                |
| Бугари                               | Бугари                               |                                      | 4                                    | 0,35%                                |
| Југословени                          | Југословени                          |                                      | 4                                    | 0,35%                                |
| непознато                            | непознато                            |                                      | 3                                    | 0,26%                                |

| Трешњевица у пописима Јагодинске нахије — од 1818. до 1829.                       |       |       |       |       |       |       |          |       |       |       |       |       |
| Година пописа                                                                     | 1818. | 1819. | 1820. | 1821. | 1822. | 1823. | 1824/25. | 1825. | 1826. | 1827. | 1828. | 1829. |
| Куће                                                                              | 33    | 37    | 38    | 37    | 38    | 38    | 40       | 41    | 41    | 40    | 42    | 44    |
| Пореске главе*                                                                    | -     | 37    | 39    | 41    | 42    | 45    | 46       | 47    | 47    | 44    | 47    | 47    |
| Арачке главе**                                                                    | 83    | 97    | 93    | 98    | 97    | 101   | 92       | 95    | 98    | 100   | 103   | 100   |
| *Пореске главе = Ожењени мушкарци \| ** Арачке главе = Мушкарци од 7 до 70 година |       |       |       |       |       |       |          |       |       |       |       |       |

| Година пописа     | 1948. | 1953. | 1961. | 1971. | 1981. | 1991. | 2002. |
| ----------------- | ----- | ----- | ----- | ----- | ----- | ----- | ----- |
| Број домаћинстава | 286   | 324   | 369   | 399   | 423   | 357   | 351   |

| Број чланова      | 1  | 2  | 3  | 4  | 5  | 6  | 7  | 8 | 9 | 10 и више | Просек |
| ----------------- | -- | -- | -- | -- | -- | -- | -- | - | - | --------- | ------ |
| Број домаћинстава | 86 | 87 | 38 | 38 | 38 | 38 | 19 | 4 | 2 | 1         | 3,24   |

| Пол    | Укупно | Неожењен/Неудата | Ожењен/Удата | Удовац/Удовица | Разведен/Разведена | Непознато |
| ------ | ------ | ---------------- | ------------ | -------------- | ------------------ | --------- |
| Мушки  | 459    | 88               | 312          | 41             | 17                 | 1         |
| Женски | 476    | 62               | 309          | 89             | 16                 | 0         |
| УКУПНО | 935    | 150              | 621          | 130            | 33                 | 1         |

| Пол    | Укупно                    | Пољопривреда, лов и шумарство | Рибарство                            | Вађење руде и камена | Прерађивачка индустрија       |
| ------ | ------------------------- | ----------------------------- | ------------------------------------ | -------------------- | ----------------------------- |
| Мушки  | 209                       | 101                           | 0                                    | 0                    | 43                            |
| Женски | 103                       | 63                            | 0                                    | 0                    | 6                             |
| УКУПНО | 312                       | 164                           | 0                                    | 0                    | 49                            |
| Пол    | Производња и снабдевање   | Грађевинарство                | Трговина                             | Хотели и ресторани   | Саобраћај, складиштење и везе |
| Мушки  | 1                         | 28                            | 13                                   | 1                    | 1                             |
| Женски | 0                         | 3                             | 8                                    | 3                    | 0                             |
| УКУПНО | 1                         | 31                            | 21                                   | 4                    | 1                             |
| Пол    | Финансијско посредовање   | Некретнине                    | Државна управа и одбрана             | Образовање           | Здравствени и социјални рад   |
| Мушки  | 0                         | 2                             | 2                                    | 4                    | 4                             |
| Женски | 1                         | 0                             | 1                                    | 5                    | 6                             |
| УКУПНО | 1                         | 2                             | 3                                    | 9                    | 10                            |
| Пол    | Остале услужне активности | Приватна домаћинства          | Екстериторијалне организације и тела | Непознато            | Непознато                     |
| Мушки  | 3                         | 0                             | 0                                    | 6                    | 6                             |
| Женски | 6                         | 0                             | 0                                    | 1                    | 1                             |
| УКУПНО | 9                         | 0                             | 0                                    | 7                    | 7                             |